# Kachreti Challenger 2024
Il Kachreti Challenger 2024 è stato un torneo maschile di tennis professionistico. È stata la 1ª edizione del torneo, facente parte della categoria Challenger 50 nell'ambito dell'ATP Challenger Tour 2024, con un montepremi di 41 000 $. Si è giocato dal 20 al 25 maggio 2024 sui campi in cemento di Kachreti, in Georgia.

## Partecipanti

### Teste di serie
| Nazionalità | Giocatore           | Ranking* | Testa di serie |
| ----------- | ------------------- | -------- | -------------- |
| Australia   | Philip Sekulic      | 257      | 1              |
| Regno Unito | Charles Broom       | 313      | 2              |
|             | Jahor Herasimaŭ     | 321      | 3              |
| Lituania    | Ričardas Berankis   | 324      | 4              |
| Regno Unito | Paul Jubb           | 332      | 5              |
| Ucraina     | Vadym Ursu          | 347      | 6              |
| Regno Unito | Giles Hussey        | 355      | 7              |
| India       | Ramkumar Ramanathan | 358      | 8              |

* Ranking al 6 maggio 2024.

### Altri partecipanti
I seguenti giocatori hanno ricevuto una wild card per il tabellone principale:
- Aleksandre Bakshi
- Saba Purtseladze
- Zura Tkemaladze

I seguenti giocatori sono passati dalle qualificazioni:
- Ulises Blanch
- Hamish Stewart
- Nikolay Vylegzhanin
- Evgenij Karlovskij
- Ryuki Matsuda
- Alafia Ayeni

## Punti e montepremi
| Torneo    | Torneo              | V     | F     | SF    | QF    | 2T  | 1T  | Q | Q2  | Q1  |
| Singolare | Punti               | 50    | 25    | 14    | 8     | 4   | 0   | 3 | 1   | 0   |
| Singolare | Premi in denaro ($) | 5,500 | 3,260 | 1,900 | 1,120 | 660 | 395 | – | 215 | 125 |
| Doppio    | Punti               | 50    | 25    | 14    | 8     | –   | 0   | – | –   | –   |
| Doppio    | Premi in denaro ($) | 2,130 | 1,250 | 745   | 435   | –   | 245 | – | –   | –   |

## Campioni

### Singolare
Robin Bertrand ha sconfitto in finale  Aleksandre Bakshi con il punteggio di 6–1, 3–6, 7–5.

### Doppio
Charles Broom /  Ben Jones hanno sconfitto in finale  Evgenij Karlovskij /  Evgenii Tiurnev con il punteggio di 3–6, 6–1, [10–8].